# Looks Like a Job For…
Albums de Big Daddy Kane
Prince of Darkness
(1991) Daddy's Home
(1994)
Singles
1. How U Get A Record Deal
Sortie : 1993
2. Very Special/Stop Shammin
Sortie : 1993

Looks Like a Job For... est le cinquième album studio de Big Daddy Kane, sorti le 25 mai 1993.
L'album s'est classé 9e au Top R&B/Hip-Hop Albums et 52e au Billboard 200.

## Liste des titres
| No  | Titre                                                                               | Contient un (des) sample(s) de | Durée |
| --- | ----------------------------------------------------------------------------------- | --- | ----- |
| 1.  | Looks Like a Job For...                                                             | Synthetic Substitution de Melvin Bliss Raw de Big Daddy Kane Set It Off de Big Daddy Kane | 3:58  |
| 2.  | How U Get a Record Deal?                                                            | An Old Fashioned Love Song de Three Dog Night Synthetic Substitution de Melvin Bliss | 3:56  |
| 3.  | Chocolate City (featuring Mister Cee, Scoob Lover, Scrap Lover et Lil' Daddy Shane) | Broadway Combination de Dyke and the Blazers | 3:01  |
| 4.  | Prelude                                                                             | | 0:55  |
| 5.  | The Beef Is On                                                                      | I Think I Made a Boo Boo de Rufus Thomas The Big Beat de Billy Squier Atomic Dog de George Clinton The Nigga Ya Love to Hate d'Ice Cube Death Wish de Kool G Rap et DJ Polo                          | 3:23  |
| 6.  | Stop Shammin'                                                                       | Keep on Doin' It de The New Birth Leap Frog de Freddie Hubbard Be-Be's Kids (To Disneyland) de Robin Harris                                                                                          | 3:56  |
| 7.  | Brother Man, Brother Man (featuring Lil' Daddy Shane)                               | Soul Pad des Coasters | 3:06  |
| 8.  | Rest in Peace                                                                       | Very Special de Debra Laws | 4:15  |
| 9.  | Very Special (featuring Spinderella, Laree Williams et Karen Anderson)              | | 5:03  |
| 10. | Here Comes Kane, Scoob and Scrap (featuring Scoob Lover et Scrap Lover)             | | 4:24  |
| 11. | Niggaz Never Learn                                                                  | The New Dance Craze des Five Stairsteps and Cubie (Don't Worry) if There's a Hell Below, We're All Going to Go de Curtis Mayfield The Boss de James Brown You Must Learn des Boogie Down Productions | 3:06  |
| 12. | Give It to Me                                                                       | Pass the Peas des The J.B.'s Funky President de James Brown Thoughts of an Old Flame de Pleasure Check the Rhime de A Tribe Called Quest                                                             | 3:38  |
| 13. | Nuff Respect (Remix)                                                                | | 3:15  |
| 14. | Finale                                                                              | Mighty, Mighty de Baby Huey | 3:10  |